# Бежанци (картина)
„Бежанци“ (на латвийски: Bēgļi) е картина на латвийския художник Йекабс Казакс от 1917 г.
Рисувана е с маслени бои върху платно и е с размери 210,5 x 107 cm. Картината пресъздава латвийската народна трагедия с реална тежест в края на Първата световна война. Разкрива суровата история на селско семейство напуснало дома си по време на войната. Възрастният мъж е изобразен в изправен ръст, подобно на скала във вертикална форма, изразяващ могъщата му фигура, символизираща силата. Образа на възрастната жена излъчва мъдрост и силата на националния дух. Младата жена с кърмачето са символ на непрестанния кръговрат на живота. Бежанците изпитват вътрешен яд и терзание, което не им позволява да се поддадат на отчаяние. Тези хора впечатляват с духовна и физическа непреклонност. Надеждата за завръщане по родните им земи тлее в сърцата им. Тази монументална живопис е смятана за един от най-високите върхове на класическия модернизъм в Латвия.
Картината е част от фонда на Националния музей на изкуството в Рига, Латвия.